# Linfonodi mastoidei
I linfonodi mastoidei (detti anche retroauricolari o posteriori auricolari) rappresentano un piccolo gruppo di linfonodi della testa e del collo.
Mancano spesso nell'adulto e quando presenti (solitamente in numero di due o tre), si posizionano allo stesso livello dei linfonodi occipitali.

## Topografia

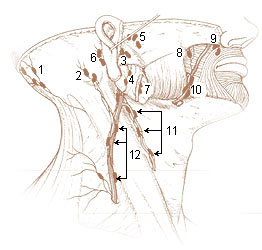
Linfonodi della testa e del collo.
1. Linfonodi occipitali
2. Linfonodi mastoidei o retroauricolari

Conviene considerare, come punto di repere, la pars basilaris dell'osso occipitale insieme alla parte mastoidea dell'osso temporale. A livello della linea nucale superiore, lateralmente, troviamo l'inserzione di due muscoli estrinseci:
1. L'inserzione mastoidea del muscolo sternocleidomastoideo e l'inserzione del muscolo auricolare posteriore (osso temporale, processo mastoideo);
2. L'inserzione occipitale del muscolo sternocleidomastoideo (osso occipitale, linea nucale superiore)

## Afferenze ed efferenze

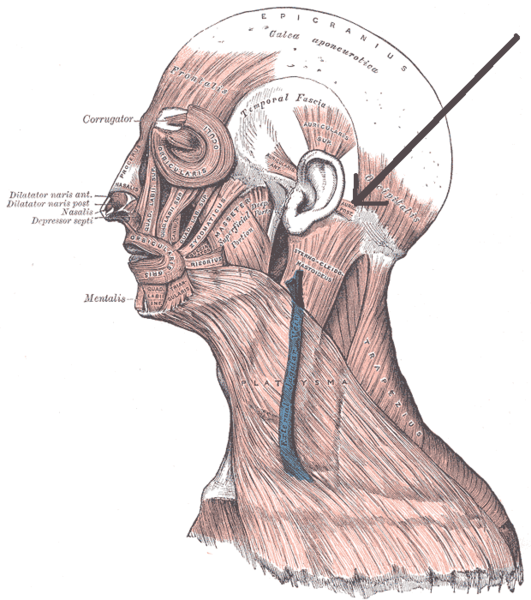
Territorio di drenaggio approssimativo dei linfonodi mastoidei o retroauricolari.

### Afferenze
Questi linfonodi ricevono vasi linfatici che drenano le seguenti regioni topografiche:
- Cute della regione posteriore temporale (mastoidea)
- Cute della regione posteriore parietale;
- Porzione mediale dell'orecchio esterno
- Porzione posteriore del canale uditivo.[1]

### Efferenze
Linfonodi cervicali anteriori profondi.